# Bajo Aragón (barrio)
Bajo Aragón o Montemolín es un barrio de Zaragoza situado en el Distrito de Las Fuentes. 
El barrio se extiende desde la Iglesia de San Miguel, situada en la plaza homónima, hasta las tierras que conforman la antigua huerta de Las Fuentes. La arteria principal en torno a la cual se articula el barrio es la Calle Miguel Servet.

## Historia

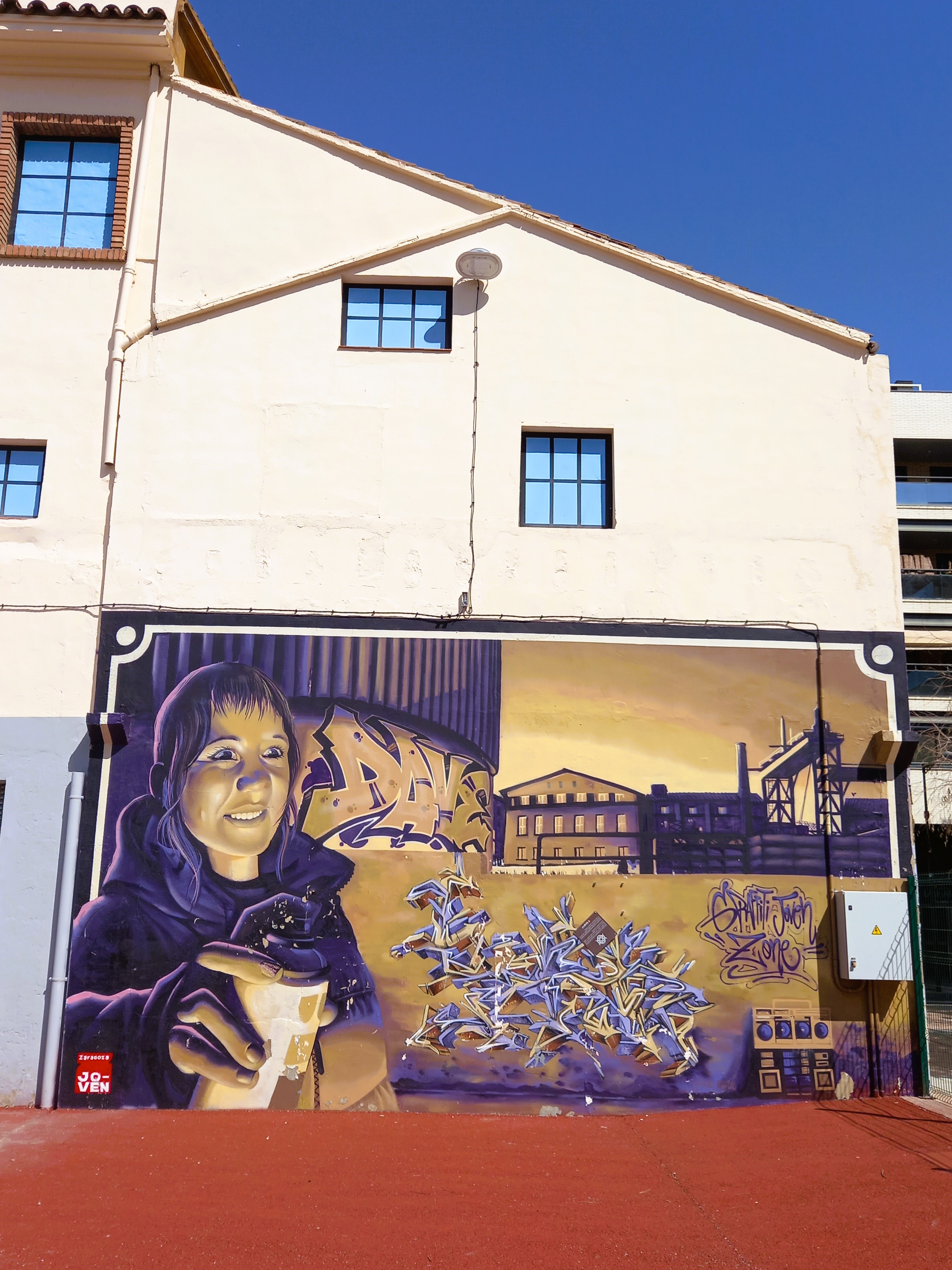

El barrio de Montemolín nació en la segunda mitad del siglo XIX. El barrio comenzó alrededor de un pequeño núcleo urbano en el entorno de la estación de Utrillas de Zaragoza. Montemolín se nutrió de trabajadores provinientes del Bajo Aragón, lo que le valió el sobrenombre, así como de familias de la zona de San Miguel.